# An Shigao
An Shigao (zm. 168/171; chiń. 安世高, pinyin Ān Shìgāo; kor. 안세고 Ansego; jap. アンセイコウ Anseikō; wiet. An Thế Cao) – partyjski (irański) mnich i propagator buddyzmu w Chinach.
Należał do wybitnego rodu partyjskiej dynastii Arsacydów i często identyfikuje się go jako Parthamasirysa (syna króla Pakorusa II), który zrezygnował z tronu, został mnichem i jako uciekinier przybył w 148 r. do Luoyangu.
Był pierwszą wielką postacią buddyzmu chińskiego. Zainicjował systematyczne tłumaczenia buddyjskich tekstów w biurze tłumaczeń, które założył. Teksty te można podzielić na dwie główne grupy:
- teksty o praktyce dhjany – medytacji
- teksty zawierające numerowane wyliczenia różnych zestawów, kategorii itp., np. pięć skandh, sześć ajatan itd.

Do 171 r. przetłumaczył na język chiński kilkadziesiąt sutr buddyjskich i wiele innych dzieł, łącznie do 179 tytułów. Z tego olbrzymiego dorobku do dziś przetrwały 53 tłumaczenia: agamy, medytacyjne, winaja, abhidharmiczne itd. Ponieważ terminologia buddyjska nie była jeszcze w Chinach rozwinięta, używał terminów taoistycznych.
Chociaż jego tłumaczenia nie są najlepsze i zawierają wiele niedokładności, były popularne, gdyż inne nie były dostępne.
Następne pokolenia buddystów zaczęły go uważać za patriarchę buddyzmu chińskiego. Uznaje się go także za pierwszego orędownika doktryny medytacji (skt. dhjana, chin. chan) w Chinach.
Jego świeccy uczniowie (Chińczykom nie wolno było w cesarstwie Hanów przyjmować święceń mnisich) Chenhui i Piye zaangażowani byli w prace translatorskie w Jiaozhou (Wietnamie) w klasztorze prowadzonym przez Tăng Hội.

## Tłumaczenia
Tłumaczenia, które znajdują się w buddyjskich kanonach: T – numer w katalogu Taishō shinshū daizōkyō, Tokio 1924–1934; K – numer w katalogu The Korean Buddhist Canon: a Descriptive Catalogue, pod. red. Lewisa R. Lancastera, Berkeley 1979.
1. Maitreyapariprcchādharmāşta(ka)(sūtra) [T 348, K 50] pom. 148 a 170 r.
2. Taizi mupo jing [T 167, K 212] pom. 148 a 170 r.
3. Zhangzhe zizhi jing [T 526, K 226] pom. 148 a 170 r.
4. Ratnakūtasūtra [T 356, K 240] pom. 148 a 170 r.
5. Zishi sanmei jing [T 622, K 273] pom. 148 a 170 r.
6. Wenshi xiyu zhongseng jing [T 701, K 367] pom. 148 a 170 r.
7. Mingduo wushi jiaoji jing [T 397{17}, K 411] 151 r.
8. Pichuze haizhou jing [T 1406, K 438d ] pom. 148 a 170 r.
9. Foyin sanmei jing [T 621, K 471] pom. 148 a 170 r.
10. Badarenjiao jing [T 779, K 515] pom. 148 a 170 r.
11. Triskandhaka(sūtra) [T 1492, K 546] pom. 148 a 170 r.
12. Renben yusheng jing [T 14, K 655] 156 r.
13. Śrgālavādasūtra [T 16, K 656] pom. 148 a 170 r.
14. Chang ehanshi baofa jing [T 13, K 663] pom. 148 a 170 r.
15. Yijie liushe shouyin jing [T 31, K 672] pom. 148 a 170 r.
16. Catuhsatyasūtra [T 32, K 673] pom. 148 a 170 r.
17. Benxiang yizhi jing [T 36, K 674] pom. 148 a 170 r.
18. Shifa feifa jing [T 48, K 690] pom. 148 a 170 r.
19. Lou fenbu jing [T 57, K 693] pom. 148 a 170 r.
20. Poluomen zimingzhong ainian buli jing [T 91, K 703] pom. 148 a 170 r.
21. Shizhi jushiba chengren jing [T 92, K 704] pom. 148 a 170 r.
22. Poluomen bisi jing [T 131, K 705] pom. 148 a 170 r.
23. Arthavighuştasūtra [T 98, K 717] 152 r.
24. Qichu sanguan jing [T 150a, K 738] pom. 148 a 170 r.
25. Enabindi huaqizi jing [T 140, K 739] pom. 148 a 170 r.
26. Enan tungxue jing [T 149, K 740] pom. 148 a 170 r.
27. Dharmacakrapravartanasūtra [T 109, K 741] pom. 148 a 170 r.
28. Bazhengdao jing [T 112, K 742] pom. 148 a 170 r.
29. Wuyin biyu jing [T 105, K 743] pom. 148 a 170 r.
30. Mātangīsūtra [T 551, K 759] pom. 148 a 170 r.
31. Guiwen mulian jing [T 734, 760] pom. 148 a 170 r.
32. Enan weishi fojixiung [T 492, K 761] pom. 148 a 170 r.
33. Zuiyeying baojiao huadiyu jing [T 724, K 781] pom. 148 a 170 r.
34. Nainu qiyu yinjuan jing [T 552, K 782] pom. 148 a 170 r.
35. Jianyi jing [T 733, K 789] pom. 148 a 170 r.
36. Da’an banshouyi jing [T 648, K 806] pom. 148 a 170 r.
37. Yingchiru jing [T 603, K 807] pom. 148 a 170 r.
38. Chuchu jing [T 730, K 808]
39. Mayi jing [T 732, K 809] pom. 148 a 170 r.
40. Fenbieshan esoqi jing [T 729, K 810]
41. Chujiakong deyinyuan [T 791, K 811] pom. 148 a 170 r.
42. Shiba nili jing [T 731, K 812] pom. 148 a 170 r.
43. Ehan zhengxing jing [T 151, H 813] pom. 148 a 170 r.
44. Chanxing faxiang jing [T 605, K 814] pom. 148 a 170 r.
45. Zhangzhe zi’ao naosanchu jing [T 525, K 815] pom. 148 a 170 r.
46. Fashouchen jing [T 792, K 825] pom. 148 a 170 r.
47. Jiantuoguowang jing [T 506, K 826] pom. 148 a 170 r.
48. Jiuheng jing [T 150b, K 882] pom. 148 a 170 r.
49. Fumu’en nanbao jing [T 684, K 883] pom. 148 a 170 r.
50. Chanxing sanshiqipin jing [T 604, K 887] pom. 148 a 170 r.
51. Fanjie zuibaojing zhong jing [T 1467, K 932] pom. 148 a 170 r.
52. Dabiqiu sanqian weiyi [T 1470, K 940] pom. 148 a 170 r.
53. Daodi jing [T 697, K 986] pom. 148 a 170 r.
54. Apitan wufaxing jing [T 1557, K 1026] pom. 148 a 170 r.
55. Jiashejie jing [T 2027, K 1027] pom. 148 a 170 r.